# Kasteel Catershof

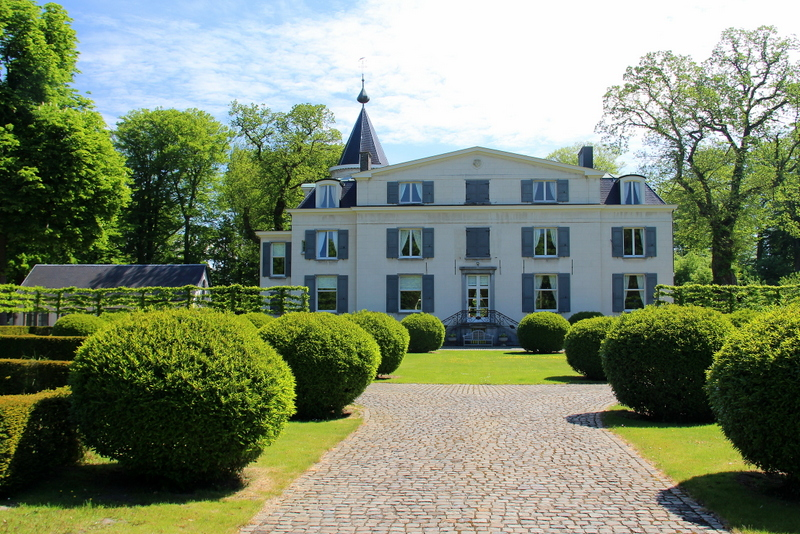
Kasteel Catershof

Het Kasteel Catershof (ook: Katershof) is een kasteel in de tot de Antwerpse gemeente Schilde behorende plaats 's-Gravenwezel, gelegen aan de Sint Job Steenweg 21-23.

## Geschiedenis
De geschiedenis gaat terug tot de 15e eeuw en ook sterk verbouwd in de 17e eeuw. Het huidige kasteel is 19e-eeuws maar de rond toren aan de oostgevel heeft een kern die ouder is.

## Domein
Het kasteel stond oorspronkelijk op een rechthoekig en omgracht perceel, maar de grachten werden gedempt. Op dit perceel staat het kasteel, een koetshuis en een stal. Buiten dit perceel vindt men nog een woning, een oranjerie en een zeshoekig paviljoen dat echter vervallen is.
Het woonhuis en de oranjerie stammen nog uit de 18e eeuw, de overige gebouwen zijn 19e-eeuws.